# 1608
1608 (MDCVIII) a fost un an bisect al calendarului gregorian, care a început într-o zi de marți.

## Arte, Știință, Literatură și Filozofie
- Apare lucrarea "Istoria naturii" scrisă de celebrul dragonolog Edward Topsell.

## Nașteri
- 25 aprilie: Gaston, Duce de Orléans, fiu al regelui Henric al IV-lea al Franței și al Mariei de Medici (d. 1660)
- 13 iulie: Ferdinand al III-lea, Împărat Roman (d. 1657)
- 15 octombrie: Evangelista Torricelli, fizician și matematician italian (d. 1647)
- 9 decembrie: John Milton, poet englez (d. 1674)

## Decese
- 18 iulie: Joachim al III-lea Frederic, Elector de Brandenburg, 62 ani (n. 1546)